# カナダ国立美術館
カナダ国立美術館（カナダこくりつびじゅつかん、英語: National Gallery of Canada、フランス語: Musée des beaux-arts du Canada）は、カナダの首都オタワにある美術館。ガラス張りの外装が個性的な美術館である。

## 歴史
1880年にカナダの総督ジョン・ダグラス・サザーランド・キャンベルによって設立された。1882年には最高裁と同じ建物の中に移動し、1911年には現在カナダ自然博物館となっている建物に移る。モントリオールのアビタ67の設計でも知られる建築家モシェ・サフディのデザインによる現在の建物に移ったのは1988年のことである。
1985年にはカナダ国立映像委員会と提携してカナダ現代写真美術館が付属として設立された。

## コレクション
カナダ国立美術館のコレクションには絵画、素描、彫刻、写真などが含まれ、特にアンディ・ウォーホル等の現代美術家の作品が充実している。
1990年にはバーネット・ニューマンの “Voice of Fire”を180万ドルで購入したが、この作品は青い背景に赤い線が描かれているだけだとして高額での購入に賛否両論を巻き起こした。

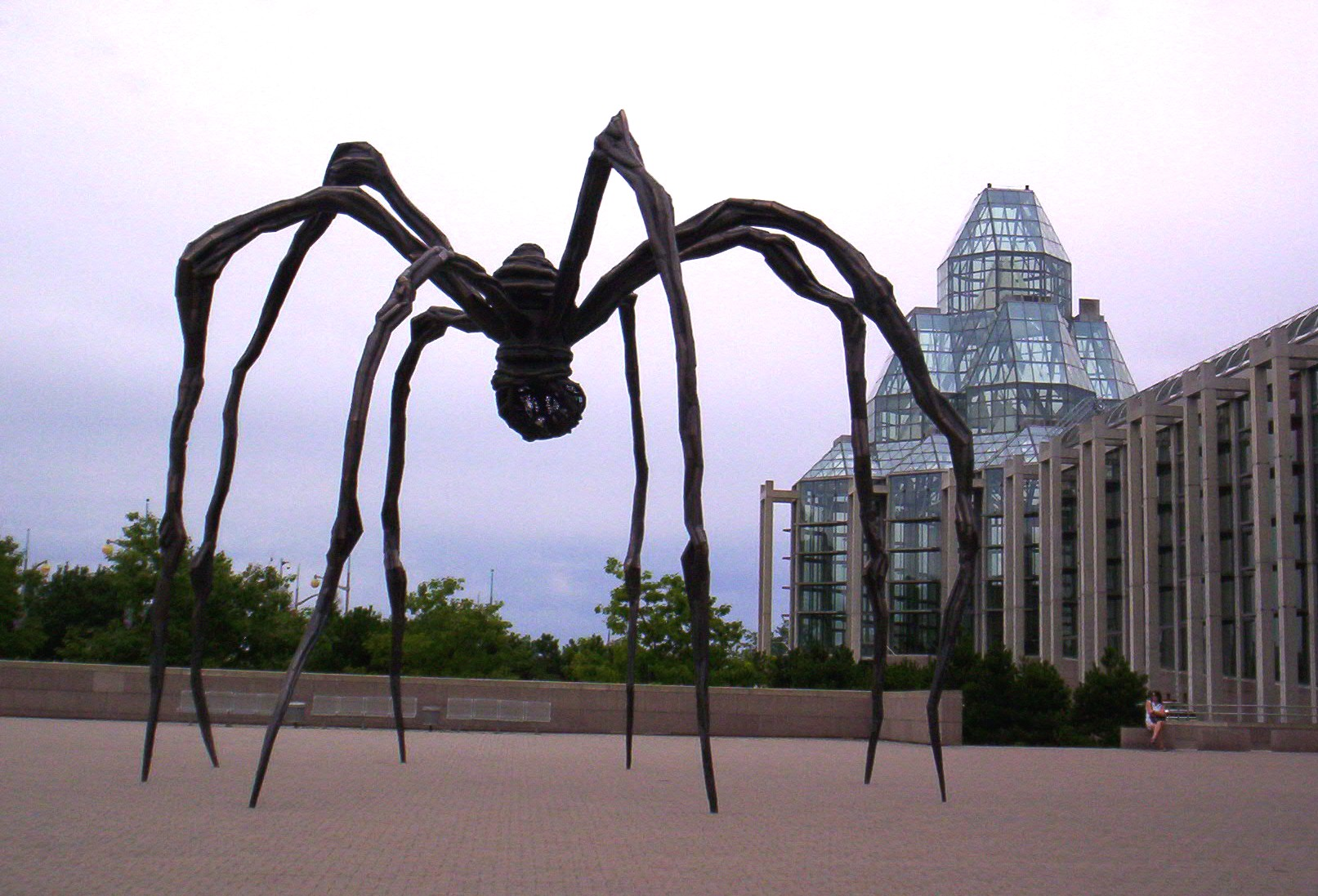
“Maman”ルイーズ・ブルジョワ

2005年には彫刻家ルイーズ・ブルジョワの “Maman”が正面に設置された（六本木ヒルズにも同じシリーズが展示されている）。
- ヴァルカンとアイオロス Vulcan and Aeolus (1490)：ピエロ・ディ・コジモ
- エヴァ、蛇、死の姿のアダム Eve, the Serpent and Death (1510-12)：ハンス・バルドゥング
- キリストの哀悼 The Lamentation (1511年以降)：クエンティン・マサイス
- ヴィーナス Venus (1518)：ルーカス・クラナッハ
- フエルト帽をかぶった男性の肖像 Portrait of a Man with a Felt Hat (1541)：ロレンツォ・ロット
- Pierantonio Bandini (1550-55)：アーニョロ・ブロンズィーノ
- St. Francis and Brother Leo Meditating on Death (1660-65)：エル・グレコ
- キリストの埋葬 Entombment of Christ (1612-14)：ピーテル・パウル・ルーベンス
- A Woman at her Toilet (1632-33)：レンブラント・ファン・レイン
- キリストとサマリアの女 Christ and the Woman of Samaria (1647)：グエルチーノ
- サン・マルコと時計台、ヴェネツィア St. Mark's and the Clock Tower, Venice (1735-37)：カナレット
- 買い物帰りの女中 The Return from the Market (1738-39)：ジャン・シメオン・シャルダン
- ウォルフ将軍の死 The Death of General Wolfe (1770)：ベンジャミン・ウエスト
- サンタ・マリア・デラ・サルーテ教会、ヴェネツィア The Church of S. Maria della Salute, Venice  (780-85)：フランチェスコ・グアルディ
- 主教の庭から見たソールズベリー大聖堂 Salisbury Cathedral from the Bishop's Grounds (1820)：ジョン・コンスタブル
- ナルニの橋 The Bridge at Narni (1827)：ジャン＝バティスト・カミーユ・コロー
- ヘルメスとアルゴス Mercury and Argus (1836年以前)：ジョゼフ・マロード・ウィリアム・ターナー
- Meadow and Farm of Jas de Bouffan (1885-87)：ポール・セザンヌ
- Jean-Pierre Hoschedé et Michel Monet au bord de l'Epte (1887-90)：クロード・モネ
- アイリス Iris (1889)：フィンセント・ファン・ゴッホ
- スタジオの骸骨 Skeletons in the Studio (1900)：ジェームズ・アンソール
- Hay Harvest at Éragny (1901)：カミーユ・ピサロ
- 希望 I Hope I (1903)：グスタフ・クリムト
- アントワープの港 The Port of Antwerp (1906)：ジョルジュ・ブラック
- The Small Table (1919) ：パブロ・ピカソ
- The Mechanic (1920)：フェルナン・レジェ
- Memories of My Youth (1924)：マルク・シャガール
- 黄色いソファの上の裸婦 Nude on a Yellow Sofa (1926) ：アンリ・マティス
- Gala and The Angelus of Millet Before the Imminent Arrival of the Conical Anamorphoses (1933)：サルバドール・ダリ
- Composition No. 12 with Blue (1936-42)：ピエト・モンドリアン
- No. 29 (1950)：ジャクソン・ポロック
- レカミエ夫人 Perspective: Madame Récamier by David (1951)：ルネ・マグリット
- Study for Portrait No. 1 (1956)：フランシス・ベーコン
- ガス・ステーション The Gas Station (1963)：ジョージ・シーガル
- ブリロ Brillo (1964)：アンディ・ウォーホル
- Voice of Fire (1967)：バーネット・ニューマン

### ヨーロッパの美術

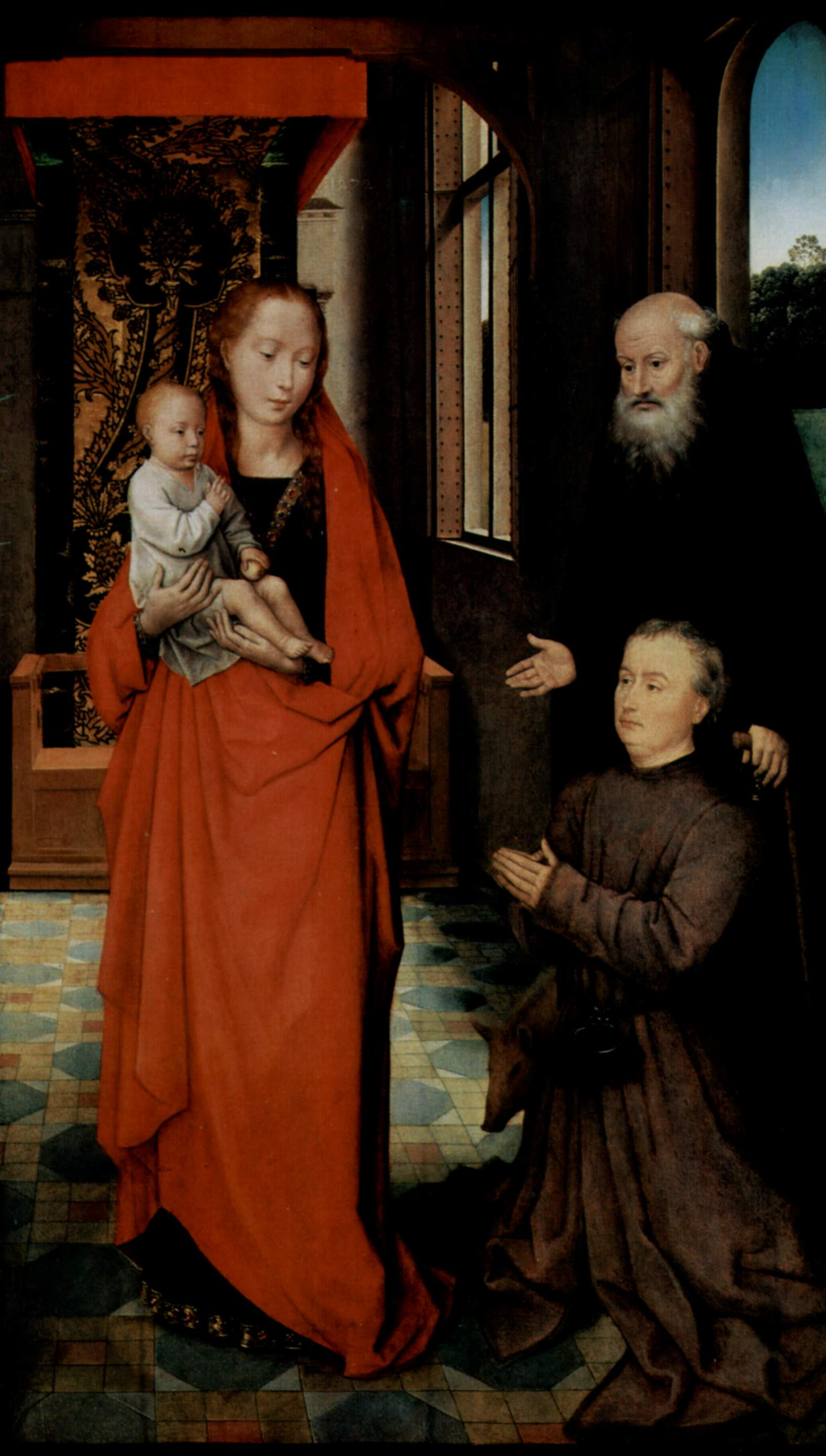
ハンス・メムリンク、「聖アントニウスと聖母子」 (1472)
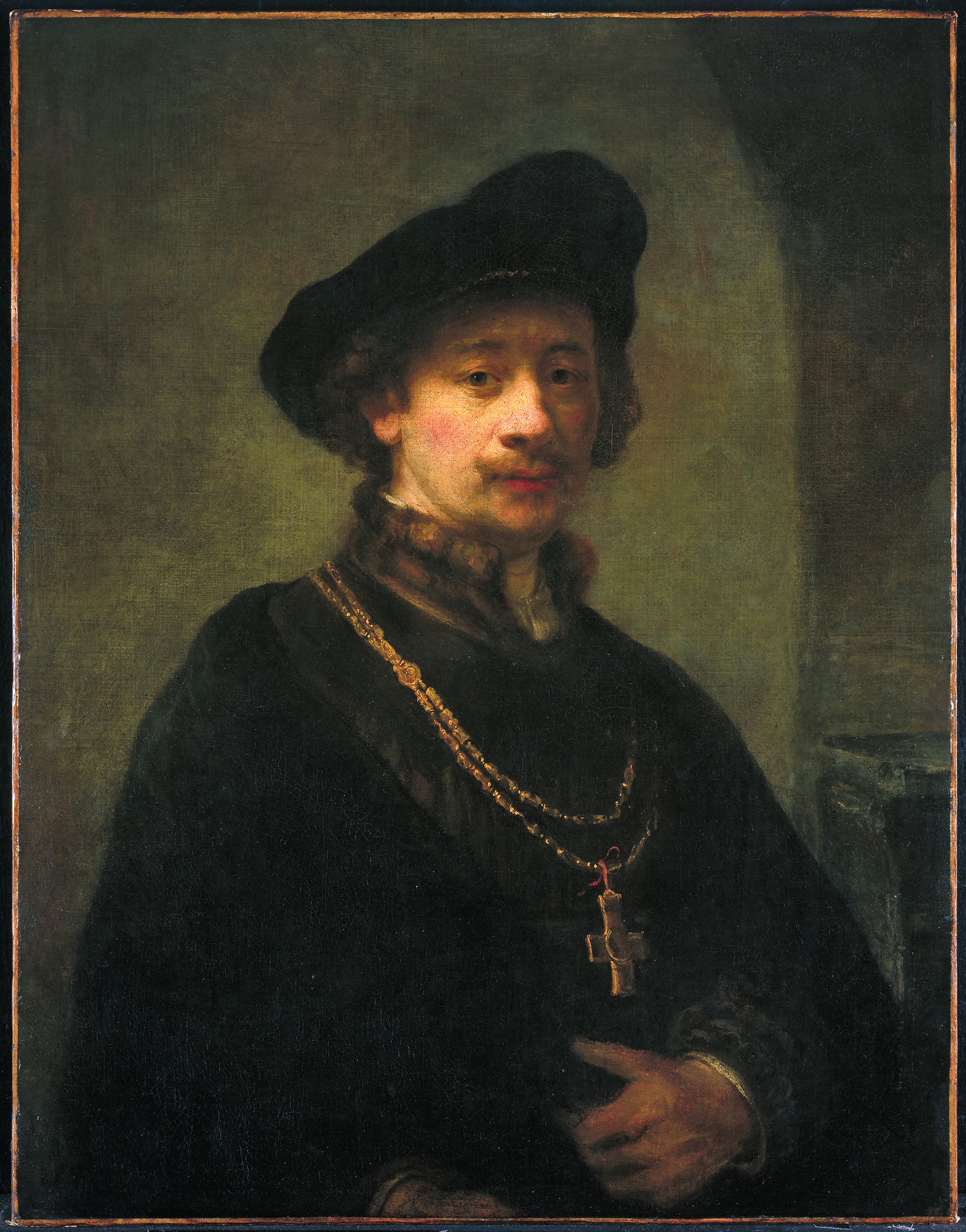
レンブラントの弟子による模写、レンブラントの自我像 (after1640)
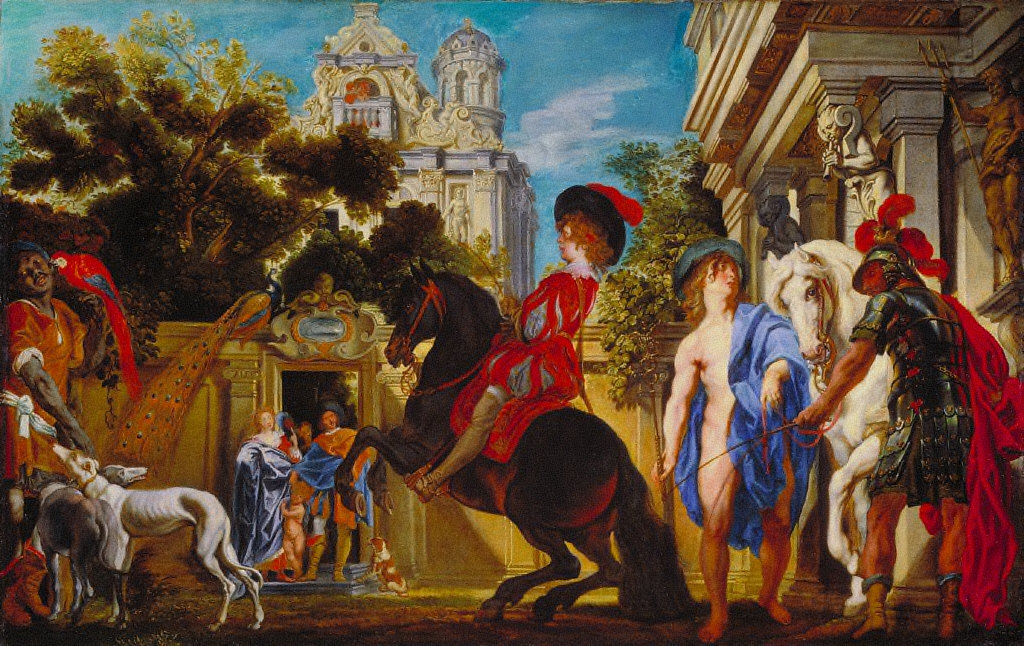
ヤーコブ・ヨルダーンス、馬術を演じる騎士 (1645)
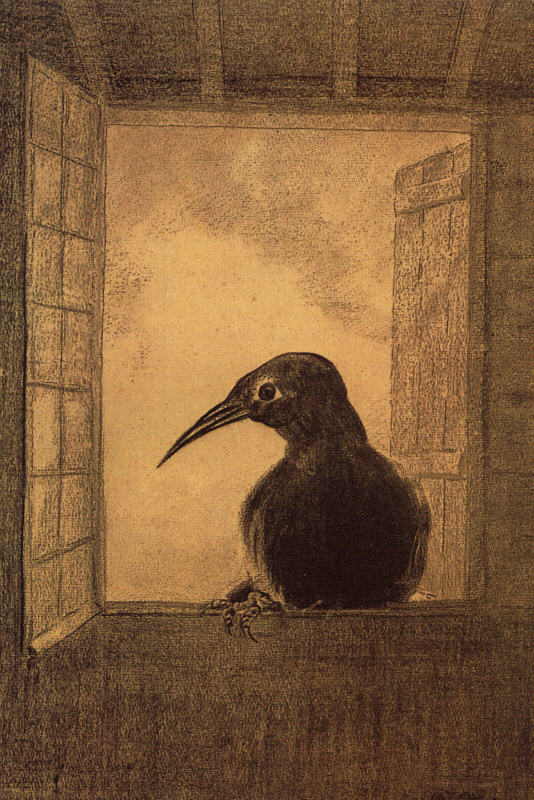
オディロン・ルドン、「カラス」 (1882)
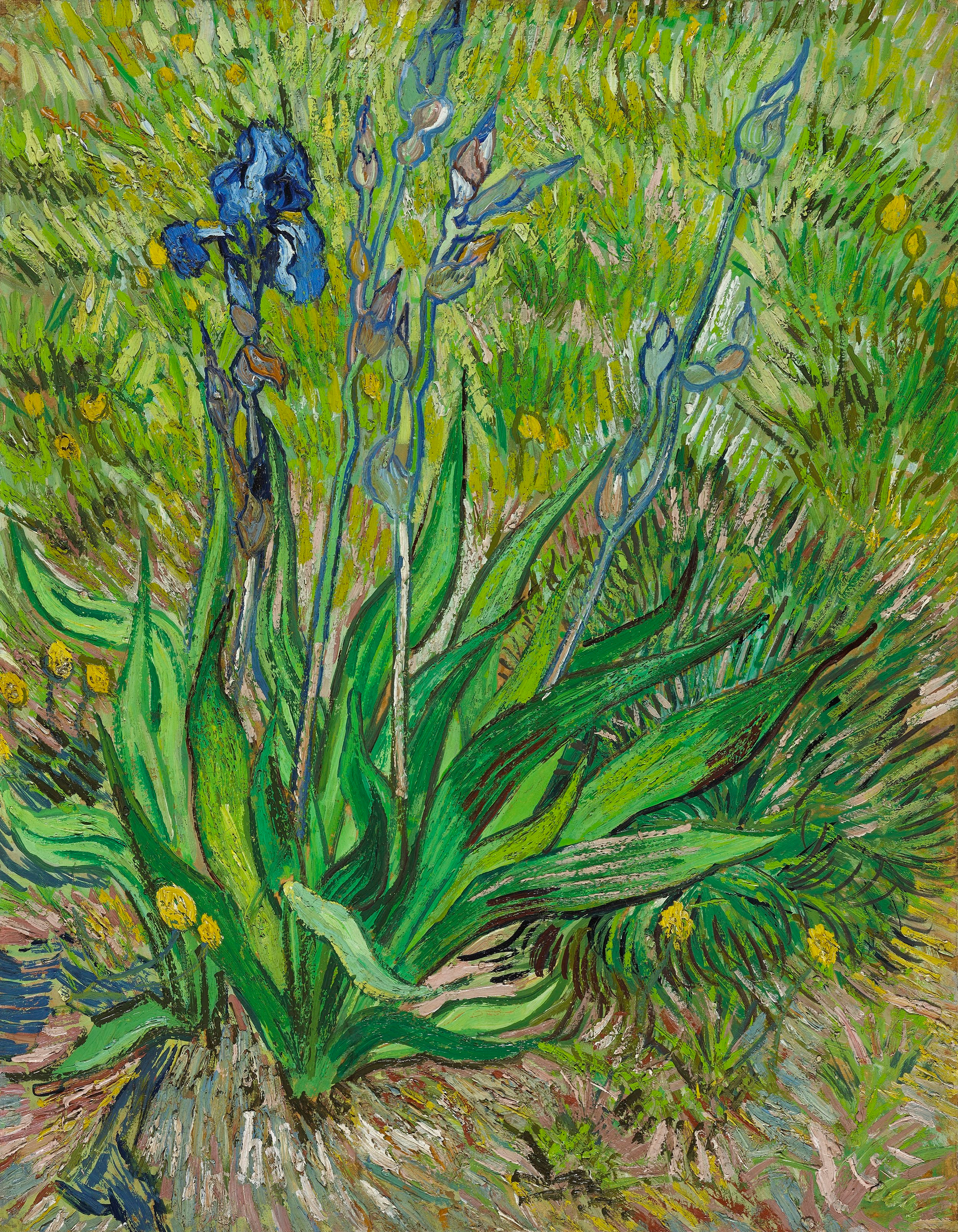
フィンセント・ファン・ゴッホ、アイリス Iris (1889)
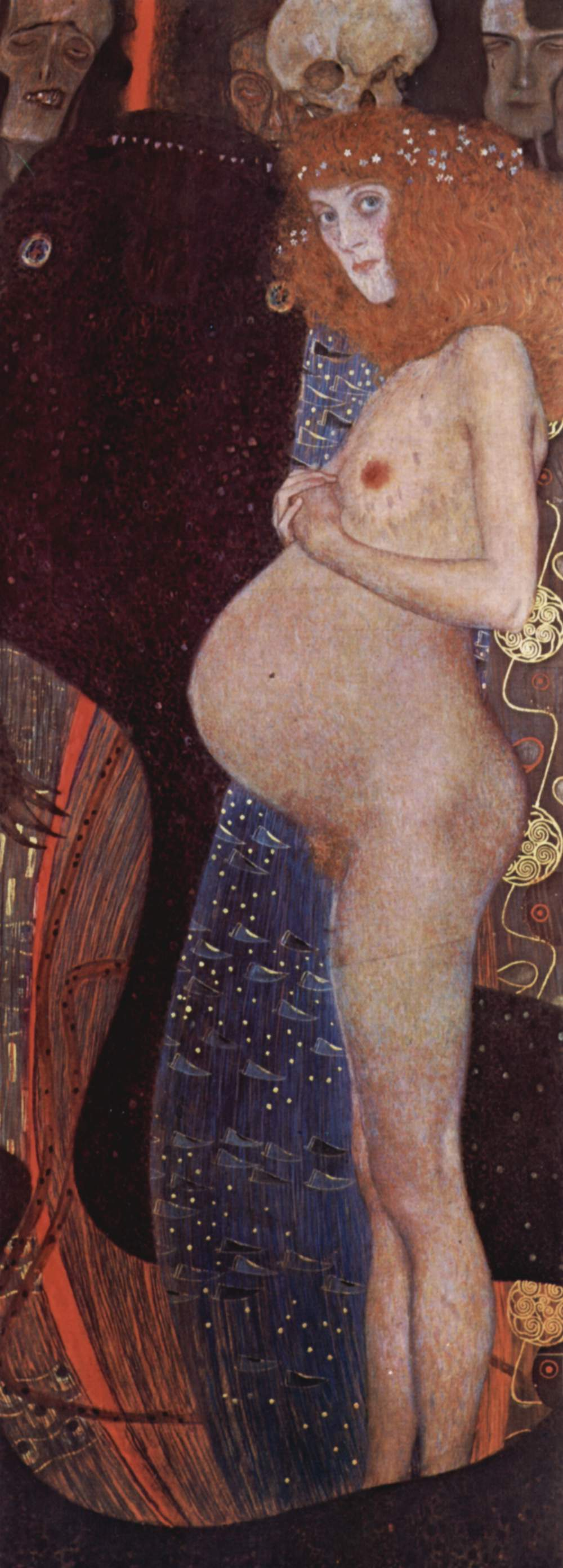
グスタフ・クリムト、「希望」 (1903)
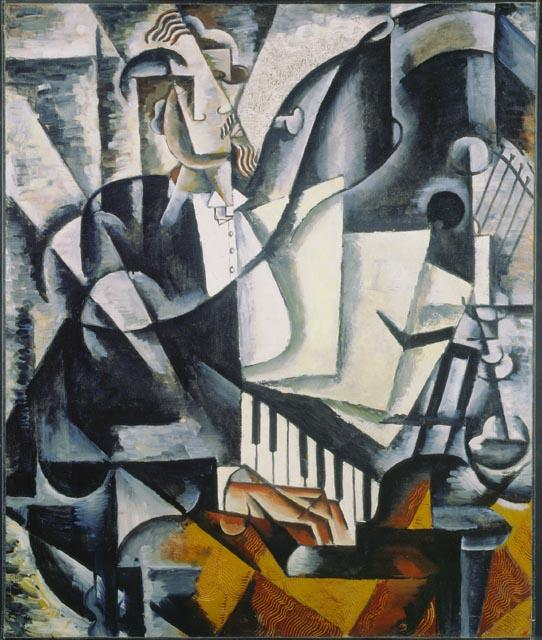
リュボーフィ・ポポーワ、「ピアニスト」 (1914)
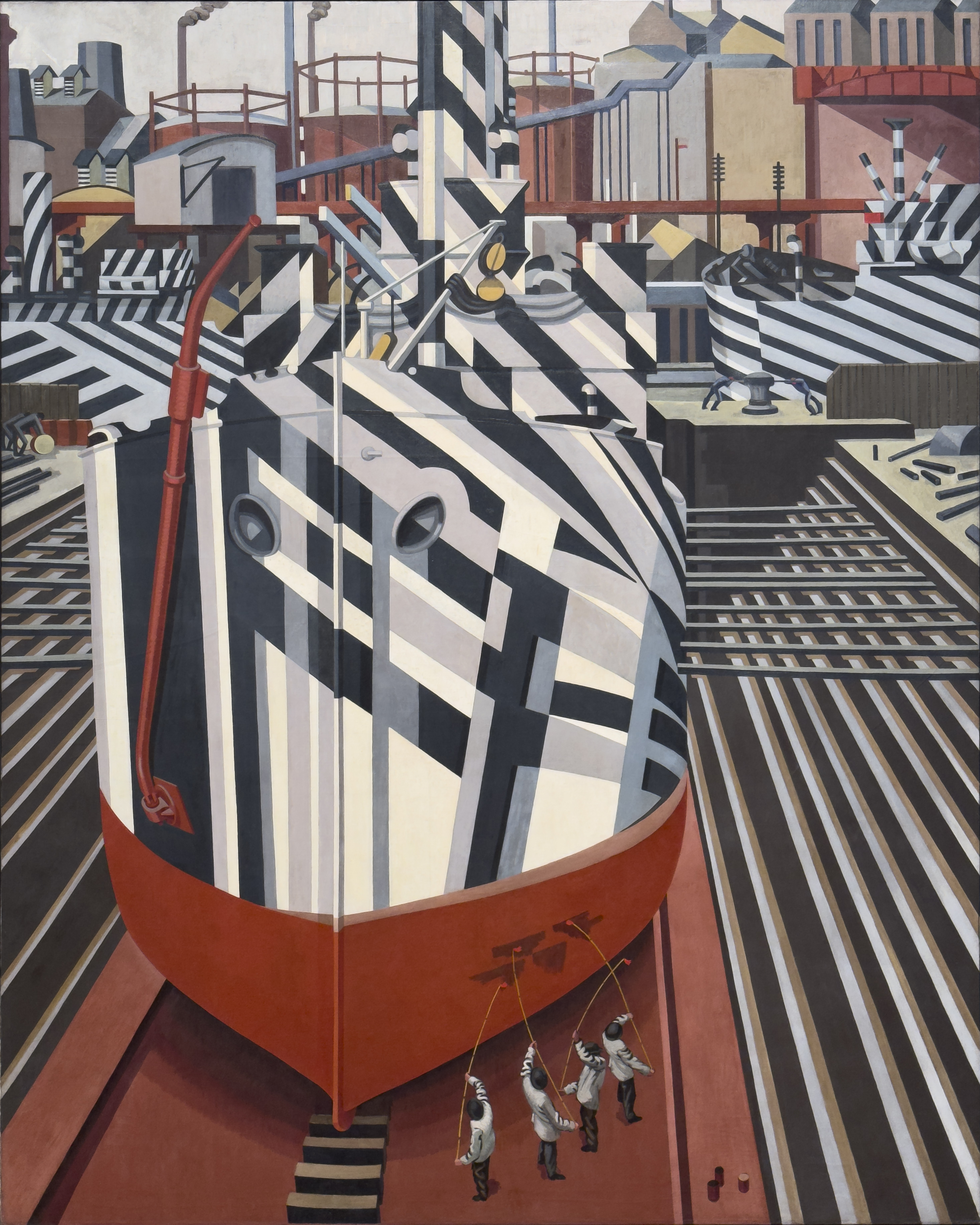
エドワード・ワズワース、リヴァプールのドックのダズル迷彩された船 (1919)

### カナダの芸術家の作品

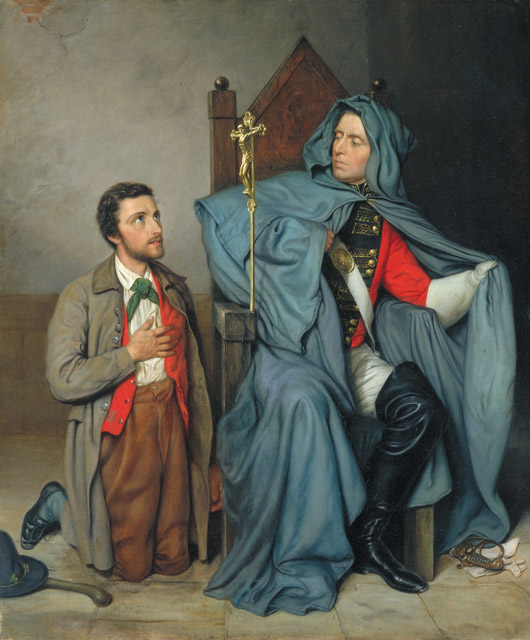
シャーロット・シュレイバー、反逆者の息子 (1879)
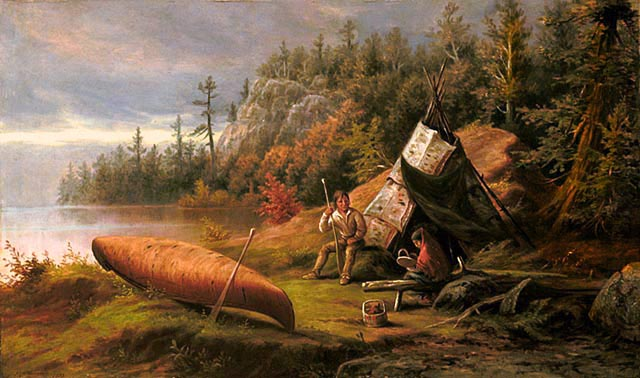
フレデリク・アーサー・ヴァーナー、オジブワ族の野営地 (1878)
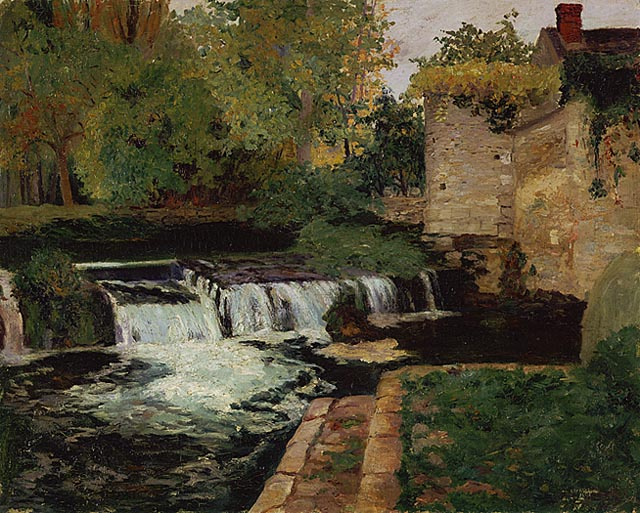
モーリス・カレン、The Mill Stream (c.1895)
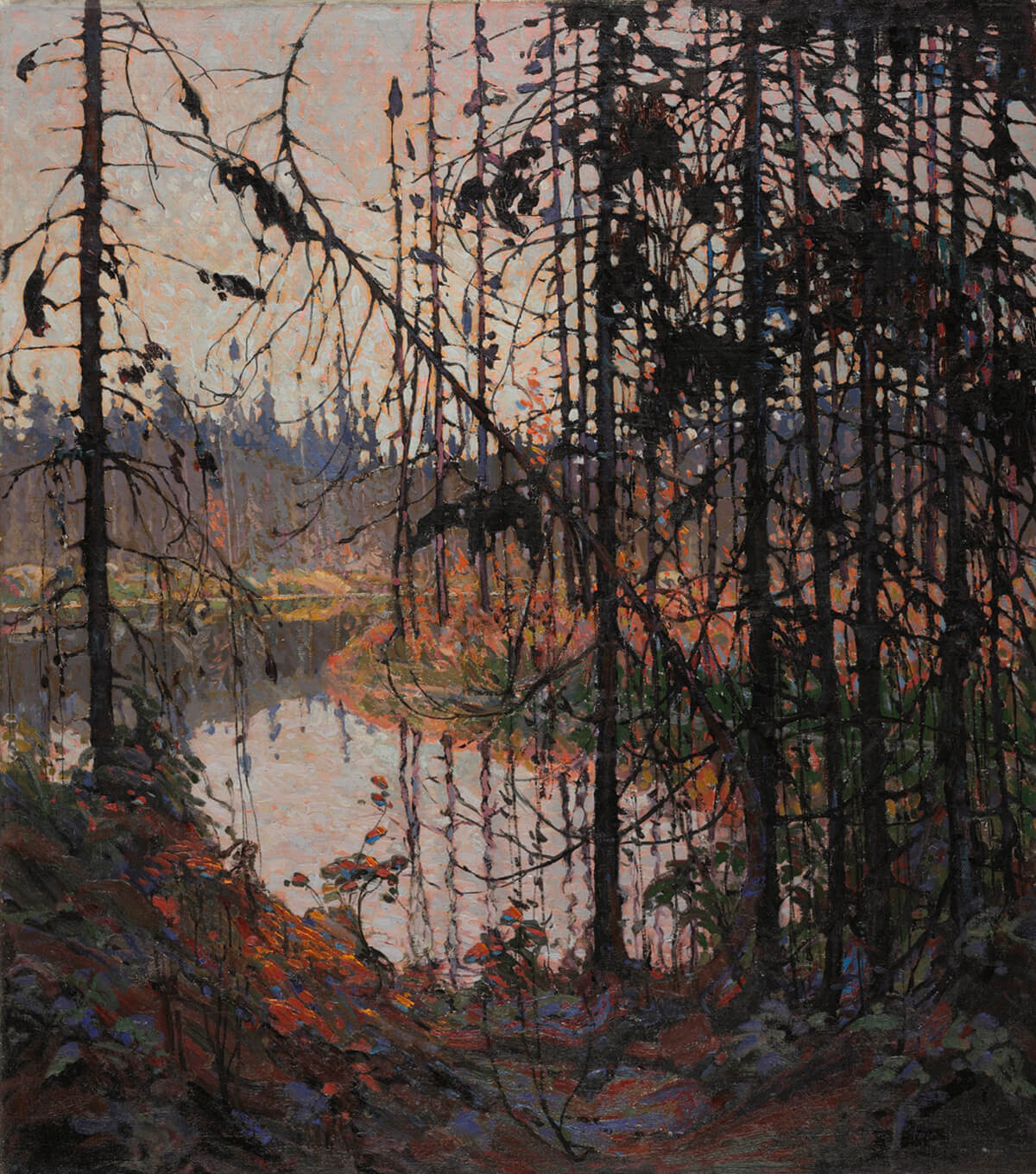
トム・トムソン、Northern River (1914-15)
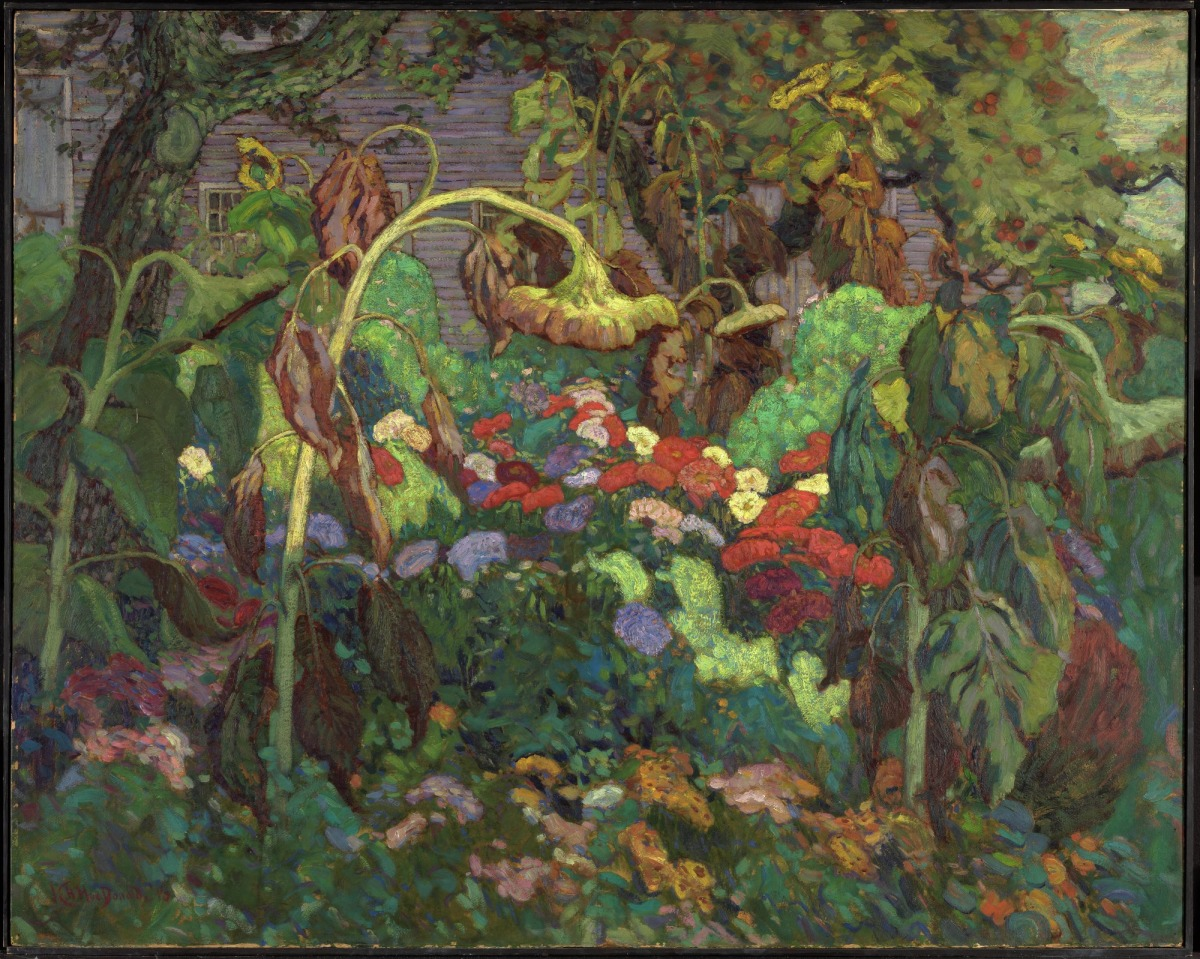
J・E・H・マクドナルド、The Tangled Garden (1916)
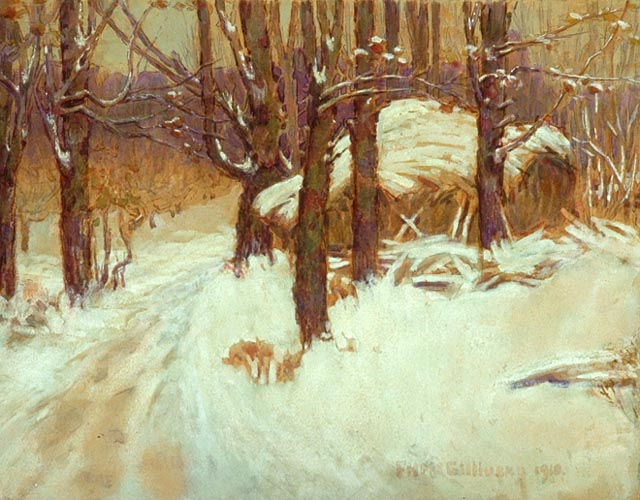
フローレンス・ヘレナ・マギリヴリー、ダンバートンの冬 (1918)
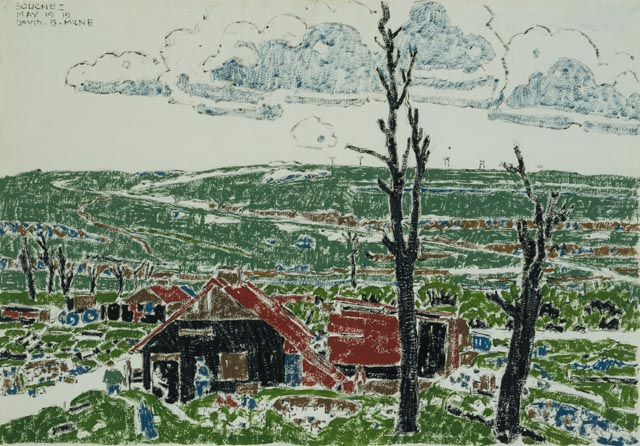
デーヴィッド・ミルン、第一次世界大戦の戦場跡 (1919)
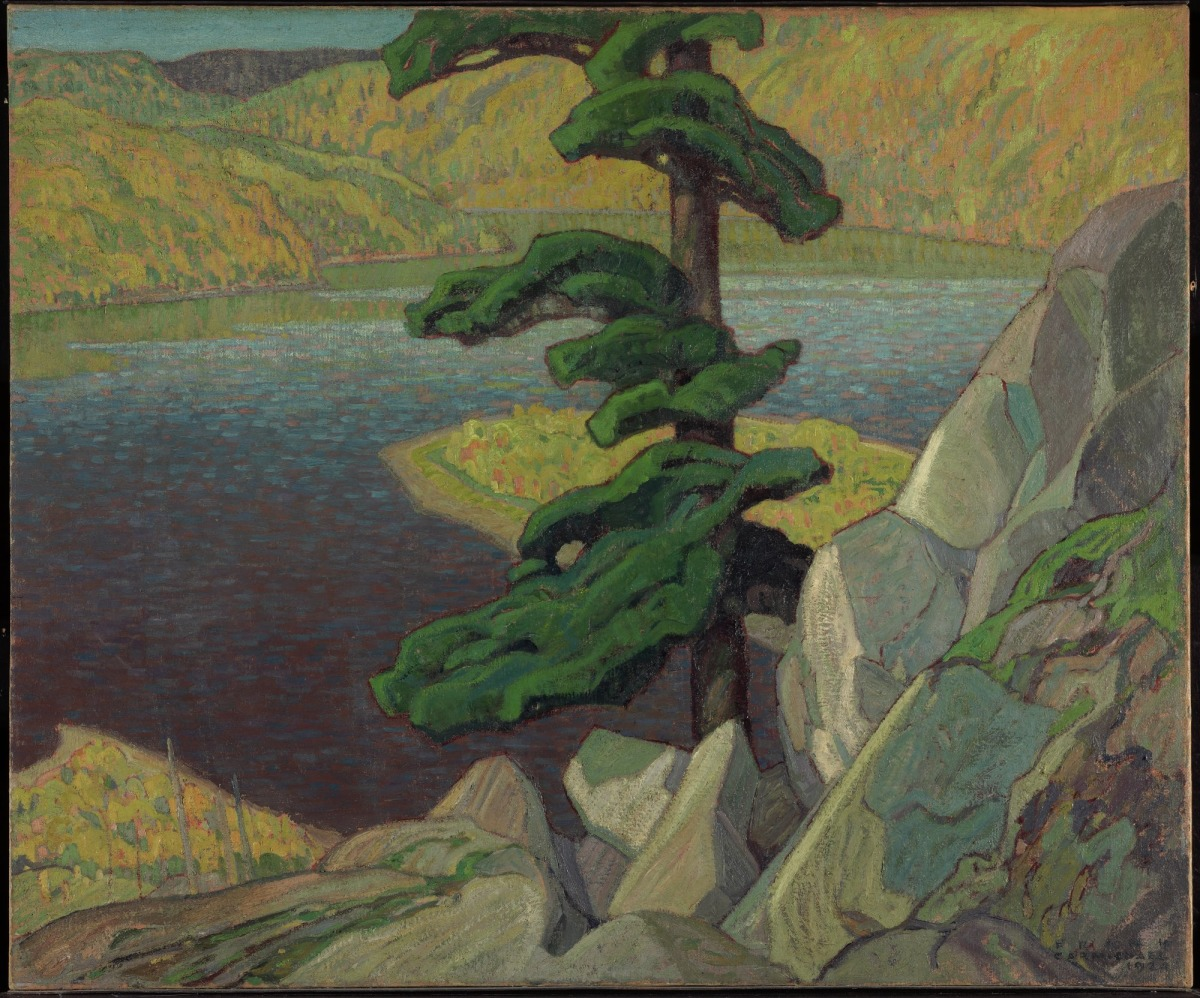
フランクリン・カーマイケル、 The Upper Ottawa, near Mattawa (1924)
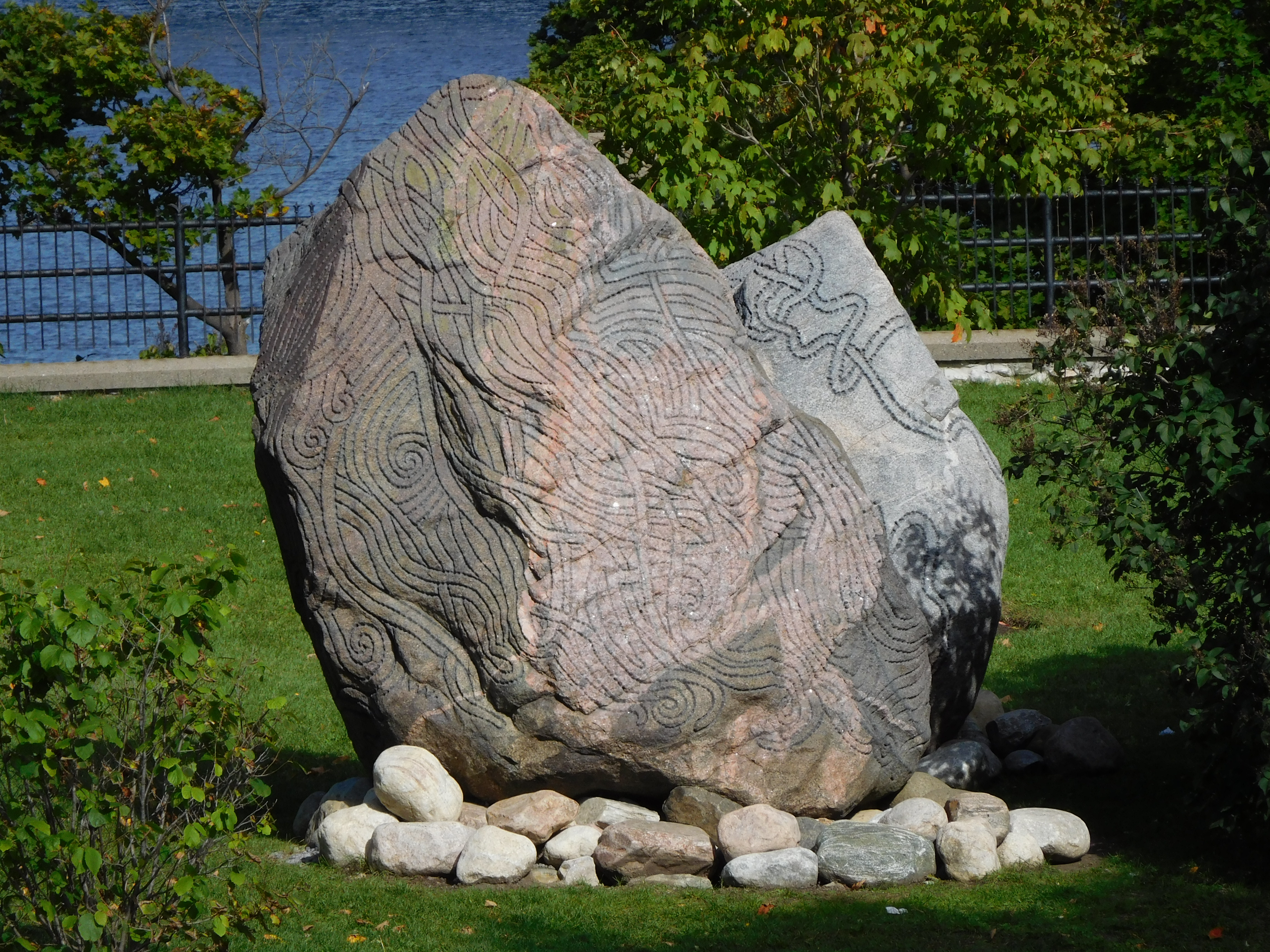
ビル・ヴァザン、Black Nest (1989-91}